# Krzykacz miejski

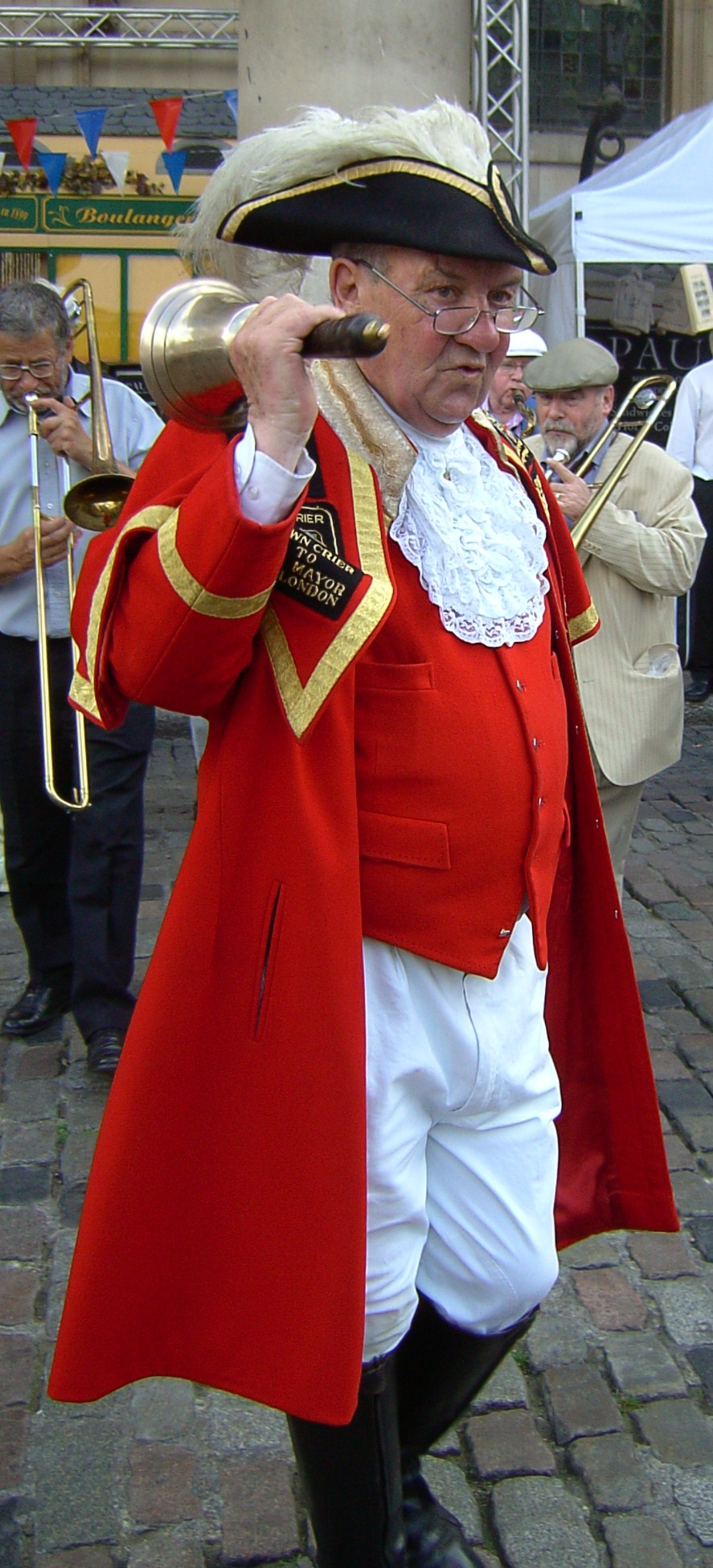
Peter Moore, krzykacz miejski z City of Westminster.

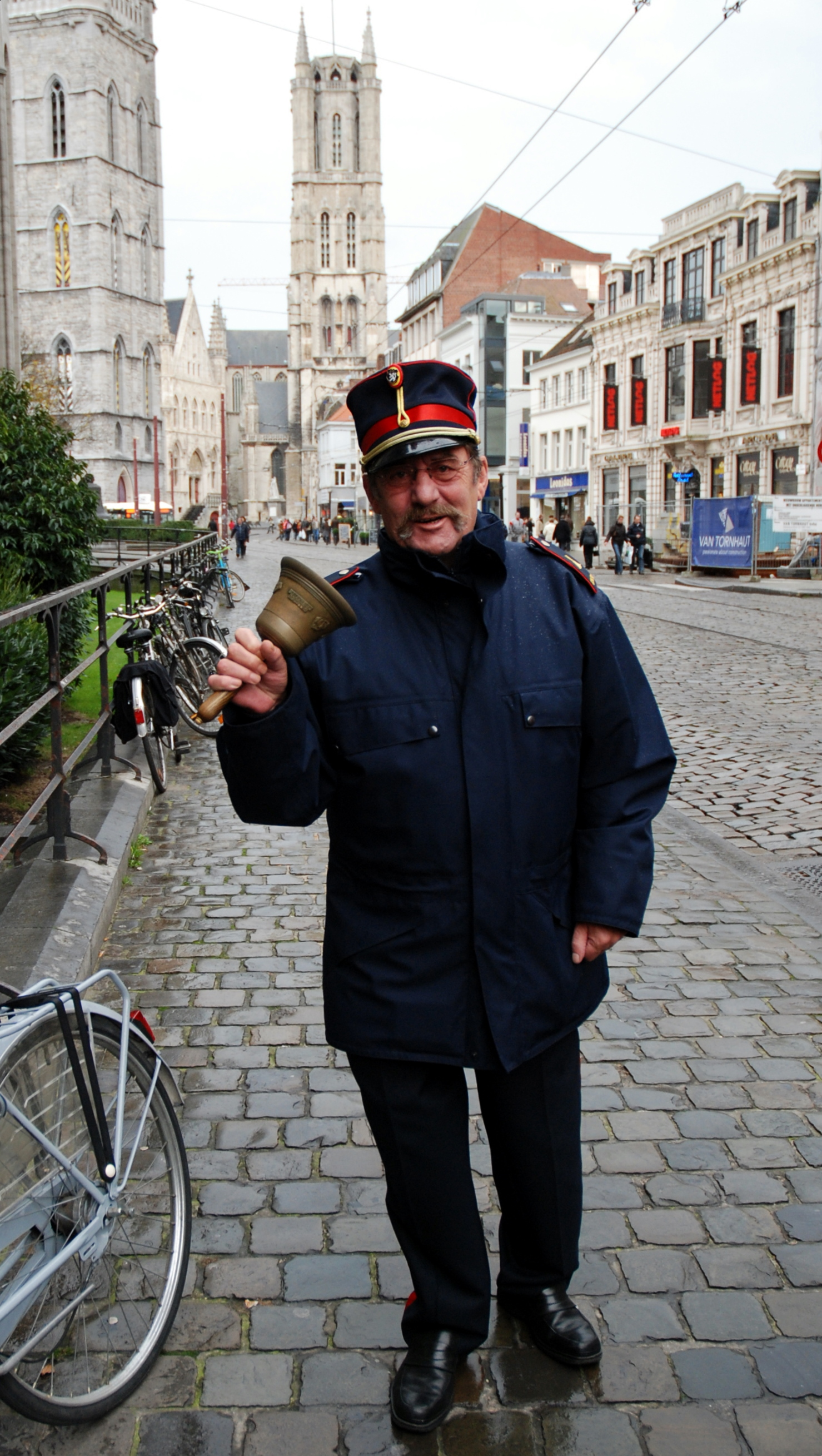
Klikon z Gandawy.

Klikon, krzykacz miejski lub obwoływacz miejski – osoba ogłaszająca różne informacje na specjalne okazje. Dawniej funkcja klikona oznaczała również powtarzanie tłumowi na wiecach tego, co obwieszczał przywódca. Klikon pełnił funkcję dzisiaj spełnianą przez sprzęt nagłaśniający.

## Lubelski krzykacz
W Lublinie klikonem przez ponad 29 lat był Władysław Stefan Grzyb, posiadający głos o udokumentowanej sile ponad 80 decybeli. Lublin do 2019 roku był jedynym miastem w Polsce, i jednym z kilku w Europie, w których zachowała się tradycyjna funkcja klikona miejskiego.
Grzyb działał jako klikon w latach 1990–2019. Najpierw określał się mianem samozwańczego klikona królewskiego stołecznego grodu Lublin. Odkąd został członkiem brytyjskiej Starożytnej i Honorowej Gildii Krzykaczy Miejskich, uważał się za oficjalnego klikona Lublina, choć nikt nigdy nie nadał mu takiej funkcji. Z wykształcenia był technikiem ruchu kolejowego, ale nigdy nie pracował w zawodzie. Założył Dyskusyjny Klub Filmowy i Ogólnopolskie Stowarzyszenie Miłośników Hejnałów Miejskich. W 2002 roku lubelski Kilkon udał się do brytyjskiego Dartmouth na Europejski Konwent Klikonów, gdzie otrzymał uroczysty strój Klikona od burmistrza tego miasta. Zmarł 10 lutego 2019. Był kawalerem Złotego Krzyża Zasługi, a także posiadaczem Złotej Odznaki „Zasłużony dla Miasta Lublina”.

## Inni
- D.H. „Bob” Burns, krzykacz miasta St. George’s na Bermudach, według Księgi rekordów Guinnessa jest posiadaczem najdonośniejszego głosu wśród ludzi, sięgającego 113 decybeli[8][9].
- Innym przykładem klikona jest Gabby – postać z filmów animowanych.